# Fazy artykulacyjne wyrazu
Fazy artykulacyjne wyrazu – zwane także fazami wypowiedzi, są to części składowe (fazy) wyrazu składające się z jednej lub kilku głosek. Występowanie faz klasyfikuje się jako zjawisko fonetyczne dokonujące się wewnątrz wyrazu lub na pograniczu dwóch wyrazów.
Wyróżnia się trzy fazy artykulacyjne wyrazu:
- nagłos – początek wyrazu
- śródgłos – środek wyrazu
- wygłos – koniec wyrazu

Dodatkowo istnieje tzw. nagłos i wygłos absolutny, charakterystyczne dla tych faz jest występowanie: po pauzie (nagłos) lub przed pauzą (wygłos), czyli wtedy, kiedy narządy mowy przechodzą od położenia obojętnego, w jakim są w czasie pauzy, właściwego oddychaniu, do aktywnej pozycji mówienia - artykulacji, bądź do położenia obojętnego wracają. Sąsiedztwo pauzy ma wpływ na artykulację głoski znajdującej się w nagłosie lub wygłosie absolutnym. W piśmie pauzę oznacza się za pomocą kropki, przecinka, średnika, wykrzyknika, znaku zapytania, wielokropka, dwukropka, pauzy.

## Problemy z wydzielaniem faz artykulacyjnych wyrazu
Językoznawcy nie precyzują, co może być nazwane nagłosem i wygłosem wyrazu. Różną interpretację zjawiska prezentuje tabela:
| Interpretacja                         | Wyraz      | Nagłos           | Wygłos             |
| ------------------------------------- | ---------- | ---------------- | ------------------ |
| początkowa i końcowa głoska           | [trudność] | [t]              | [ć]                |
| początkowa i końcowa sylaba           | [trudność] | [tru] lub [trud] | [dność] lub [ność] |
| początkowa i końcowa grupa spółgłosek | [trudność] | [tr]             | [ść]               |

Uznawanie za nagłos, śródgłos i wygłos zawsze całych sylab sprawia, że wyrazy dwusylabowe, jak [trudność], nie posiadałyby w ogóle śródgłosu, a w wyrazach jednosylabowych np. [płot], [kot], nie można by wcale rozstrzygnąć, jaką rolę pełni sylaba: nagłosową czy wygłosową.